# Georg Friedrich Belly
Georg Friedrich Belly (* 4. Juni 1836 in Stolpe in Pommern; † 14. Juli 1875 in Berlin) war ein deutscher Schriftsteller und Komödiendichter.

## Leben
Bellys Vater war ein Konditor, Restaurateur und Weinhändler, der aus Graubünden zugewandert war. Belly besuchte die höhere Bürgerschule und begann eine Lehre als Buchhändler in Potsdam. Nach dem Ende der Lehrzeit ging er nach Berlin und lebte hier als freier Schriftsteller. Er war befreundet mit Johannes Trojan, der in drei Sonntagsbeilagen der National-Zeitung über Bellys Leben und Persönlichkeit berichtet hat. Nach Trojan war Belly „eine angenehme Erscheinung: hoch gewachsen und kräftig, von freiem Blick und offenem männlichem Wesen. Er trug sich gut und gab etwas auf sein Äußeres. Sein Wesen aber gewann jeden, der in seine Nähe kam. Seine Liebenswürdigkeit war unwiderstehlich, und einen wirklichen Feind hat er, soviel ich weiß, nie gehabt.“ Trojan verschweigt auch die Schwächen Bellys nicht: „Ein merkwürdig unkluger Mensch war Georg Belly. Nicht daß es ihm an gesundem Menschenverstand gefehlt hätte, den besaß er vielmehr in besonderem Maße, aber er besaß ihn allein für andere, zu seinem eigenen Besten machte er nicht Gebrauch davon. An seiner großen Unklugheit ist er denn auch schon im besten Mannesalter zu Grunde gegangen. Keiner konnte ihm helfen, ausgenommen er selbst; er selbst aber war dazu nicht zu bringen, daß er etwas für sich that.“

## Werke
- Werther und Lotte, oder Nachtwächters Erdenwallen. Posse mit Gesang in 1 Akt. Bloch, Berlin um 1862. (Digitalisat)
- Murillos Liebe und Entsagung. Lyrisches Künstler-Drama. Berlin, ohne Jahr.[3]
- Zippo und Zappo, oder Der Doge von Venedig. Dramatisches Gedicht. Berlin, ohne Jahr. (Digitalisat)
- (Mit C. Löffler) Guten Abend, Herr Fischer! oder Der Vampyr. Vaudeville-Burleske in 1 Akt. Bloch, Berlin 1865. (Digitalisat)
- Wanderleben. Bloch, Berlin 1865
- Kammerwahlen im Carneval. Schwank in 1 Akt. Nietack, Berlin 1865.
- 15 Minuten im Zauber-Salon, oder Die Sphinx, eine räthselhafte Erscheinung. Bittner, Berlin 1867
- Pariser Differenzen. Michaelson in Komm., Berlin 1867
- (Mit Johannes Trojan) Das Wiedersehen am Heerde. Michaelson in Komm., Berlin 1867
- Hohe Gäste oder Excellenz und Elefant. Kühling, Berlin 1869. (Digitalisat)
- Monsieur Herkules. Posse in 1 Akt. Bloch, Berlin 1871. (Digitalisat)
- Im Zauber-Salon, oder: Die räthselhafte Erscheinung. Bloch, Berlin 1872. (Digitalisat)
- Der Herr Jubilar! Schwank mit Gesang in 1 Akt. Kühling, Berlin 1873. (Digitalisat)
- (Mit August Conradi) Bädeker. Schwank mit Gesang in 1 Akt, nach einer Idee der fliegenden Blätter. E. Bloch, Berlin 1876